# Kiya Rogora
Kiya Rogora, né le 3 juin 2003, est un coureur cycliste éthiopien.

## Biographie
Originaire de Dire Dawa, Kiya Rogora vit en Italie. Il est le fils de Jemal Rogora, un ancien cycliste qui a participé aux Jeux olympiques de 1980. 
En juin 2022, il devient double champion d'Éthiopie de la course en ligne et du contre-la-montre. Il part ensuite en Suisse pour s'entraîner au Centre mondial du cyclisme. 
L’année suivante il rejoint l’équipe de développement de la formation EF Education-Nippo. Durant cette saison, il est sacré champion d’Afrique espoirs du contre-la-montre et termine également 6e d’une étape de la Tropicale Amissa Bongo au sprint. 
Il n’est pas conservé par la formation américaine à l’issue de la saison 2023 et rejoint l’équipe italienne Maltinti. Sous ses nouvelles couleurs, il participe à des courses régionales italiennes mais ne parvient pas à obtenir de résultats notables. Il termine toutefois 5e des Jeux africains du contre-la-montre individuel.

## Palmarès

### Palmarès par année
- 2022
  -  Champion d'Éthiopie sur route
  -  Champion d'Éthiopie du contre-la-montre
  - Paarl Cycle Tour
- 2023
  -  Champion d'Afrique du contre-la-montre espoirs
  - 2e du championnat d'Éthiopie du contre-la-montre
- 2024
  -  Médaillé d'argent du contre-la-montre espoirs aux Jeux africains
  -  Médaillé de bronze du championnat d'Afrique du contre-la-montre par équipes mixtes
  - 3e du championnat d'Éthiopie du contre-la-montre

### Classements mondiaux
| Année                                 | 2022  | 2023 | 2024 |
| ------------------------------------- | ----- | ---- | ---- |
| Classement mondial                    | 1715e | 961e | 693e |
| UCI Africa Tour                       | 96e   | 48e  | 37e  |
|                                       |       |      |      |
| Légende : nc = non classéSource : UCI |       |      |      |